# Uhha-Ziti
Uhha-Ziti (ou Utta-Ziti) est le dernier roi indépendant d'Arzawa, un royaume de l'Âge du bronze en Anatolie occidentale, mort vers -1322. Il avait deux enfants connus, Piyama-Kurunta et Tapalazunauli, qui étaient en âge de combattre en 1322 av. J.-C., date de la défaite et de la disparition de leur État. Le roi hittite Mursili II attaqua en effet cette année-là Attarimma, Hu[wa]rsanassa, et Suruda sur la frontière d'Arzawa : leurs chefs fuirent auprès d'Uhha-Ziti, qui refusa ensuite de les extrader selon la demande de Mursili II. Ce dernier envahit Arzawa alors qu'Uhha-Ziti réside dans sa capitale Apasa (peut-être Éphèse), un port sur la côte égéenne. Un cataclysme naturel frappe la ville et blesse Uhha-Ziti. Allié avec le roi d'Ahhiyawa, Uhha-Zidi dépêcha son fils contre les Hittites à Walma près de la rivière Astarpa, mais y fut vaincu.
Uhha-Ziti meurt alors que Mursili assiège les armées d'Attarimma, Hu[wa]rsanassa, et Suruda à Puranda.